# Antoine d'Athènes
Pour les articles homonymes, voir Saint Antoine.
Antoine d'Athènes est un religieux du XVIIIe siècle. Né à Athènes dans une famille pauvre, chrétienne et pieuse, il part à Constantinople, où il est égorgé en 1777 par des musulmans. Canonisé par les églises orthodoxe et grecque-catholique, il est considéré comme saint et néo-martyr. Il est célébré le 5 février.